# Sailly-Laurette
Sailly-Laurette is een gemeente in het Franse departement Somme (regio Hauts-de-France) en telt 285 inwoners (2004). De plaats maakt deel uit van het arrondissement Péronne.

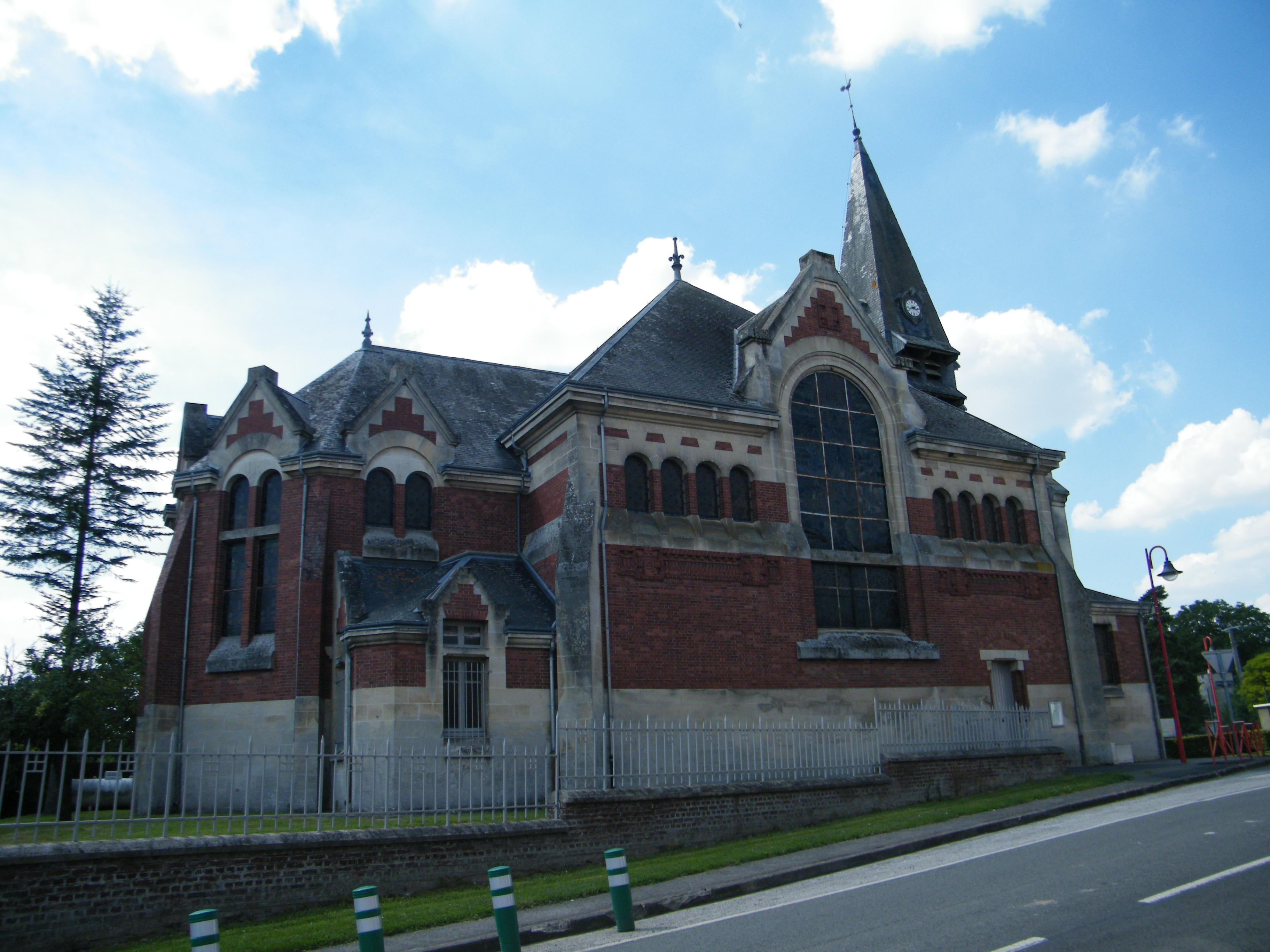
Kerk van Sailly-Laurette
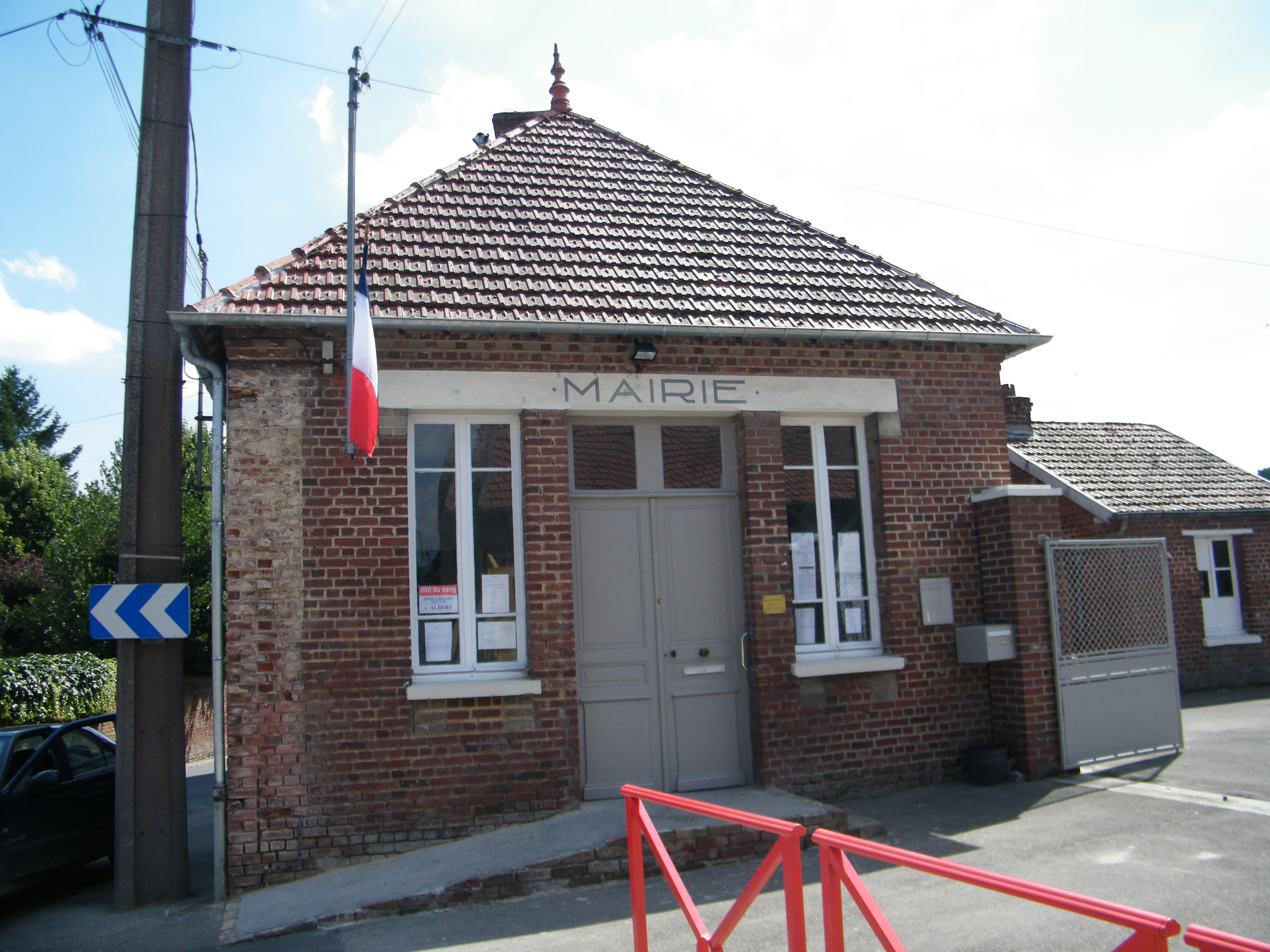
Gemeentehuis

## Geografie
De oppervlakte van Sailly-Laurette bedraagt 6,4 km², de bevolkingsdichtheid is 44,5 inwoners per km².
De onderstaande kaart toont de ligging van Sailly-Laurette met de belangrijkste infrastructuur en aangrenzende gemeenten.

## Demografie
Onderstaande figuur toont het verloop van het inwonertal (bron: INSEE-tellingen).